# Goleam Manastir, Iambol
Goleam Manastir (în bulgară Голям Манастир) este un sat în comuna Tundja, regiunea Iambol,  Bulgaria. 

## Demografie
Componența etnică a satului Goleam Manastir
     Romi (1,34%)
     Bulgari (86,05%)
     Nicio identificare (12,6%)
     Altele (0%)
La recensământul din 2011, populația satului Goleam Manastir era de 373 locuitori. Din punct de vedere etnic, majoritatea locuitorilor (86,05%) erau bulgari, cu o minoritate de romi (1,34%). Pentru 12,6% din locuitori nu este cunoscută apartenența etnică.